# Albert Schrötteringk
Albert Schrötteringk (* 1649 in Hamburg; † 19. September 1716 ebenda) war ein deutscher Kaufmann und Hamburger Oberalter.

## Herkunft und Familie
Schrötteringk war ein Sohn des Juristen Albert Schrötteringk (1613–1672) aus dessen Ehe mit Wolmar Rumpff († 1661) und ein Enkel des Oberalten im Kirchspiel Sankt Petri Jürgen Schrötteringk (1551–1631).
Seine Ehe mit Monica Nummels scheint kinderlos geblieben zu sein.

## Leben und Wirken
Schrötteringk etablierte sich als Kaufmann in Hamburg. Am 7. November 1698 wurde er unter die sogenannten Fünfziger gewählt, eine Deputation von 50 Bürgern, welche die Streitigkeiten zwischen der Bürgerschaft und dem Senat schlichten sollte. Diese Deputation bestand bis zur Einsetzung der kaiserlichen Kommission am 31. Mai 1708. Die Streitigkeiten wurden jedoch erst im Jahr 1712 durch den Hauptrezess beendet. Am 25. November 1700 wurde Schrötteringk in die Rechnenkammer gewählt. Diese diente dazu alle Verwaltungsrechnungen von den gewählten Deputierten, bestehend aus einem Oberalten und zwei Bürgern aus jedem Kirchspiel, unter Hinzuziehung beeidigter Buchhalter kontrollieren zu lassen. Im Jahr 1702 wurde Schrötteringk zum Juraten und am 22. Mai 1704 in die Amnestie-Deputation gewählt. Diese Deputation sollte untersuchen was in den Unruhen nach dem sogenannten Vocations-Renovations-Streit, welcher 1701 nach der Berufung des Pastors Johann Friedrich Mayer nach Greifswald entstanden war, zwischen dem Senat und der Bürgerschaft vorgefallen sei, wie man diese Vorfälle beseitigen und in Zukunft vorbeugen könne. Die Deputation sollte auch Regeln für die Bürgerconvente verfassen. Am 6. September 1704 wurde Schrötteringk Kriegskommissar. 1707 wurde er zum Diakon und als bürgerlicher Richter an das Niedergericht gewählt.
Am 8. Juni 1771 wurde Schrötteringk für den verstorbenen Jakob Brommer († 1711) zum Oberalten im Kirchspiel Sankt Nikolai gewählt. Als solcher wurde er Leichnamsgeschworener und im Jahr 1716 Präses des Kollegiums der Oberalten. Nach seinem Tod wurde Patrik Bey († 1723) zu seinem Nachfolger als Oberalter gewählt.